# Trio Wolters
Trio Wolters was een in Frankrijk woonachtig Nederlands jeugdig muziektrio, dat in de jaren vijftig in Parijs in diverse muziektheaters, restaurants en bioscopen (voor aanvang van de film) in Nederlandse klederdracht optrad. Onder andere in Moulin Rouge en in L'Orée du Bois, een chic restaurant aan de rand van het Bois de Boulogne. Het trio bestond uit zussen Eva en Helma en broer Giel Wolters en was afkomstig uit Rotterdam. Hun vader en tegelijk manager had een boekhandel aan de Kleiweg. In 1955 verhuisden ze naar Tourrettes-sur-Loup en kort daarna naar Parijs. Ze zongen Nederlandse en Franse folklore en traden veelal ook onder de naam Les trois tulipes op. In 1961 keerde het trio terug naar Nederland (Amsterdam) en trad hier nog één keer op in een show van Heintje Davids in het Theater Tuschinski. In Nederland viel het trio uiteen.

## Filmografie
- Du rififi chez les femmes (1959) - Trio Wolters met het kinderlied "Ik zag twee beren".